# جون سكوت هولدين
جون سكوت هولدين (بالإنجليزية: John Scott Haldane)‏ (2 مايو 1860 - 14 أو 15 مارس 1936) هو عالم وظائف اسكتلندي اشتهر بتجريبه للتجارب على نفسه وولده والتي قادت لاكتشافات هامة حول جسم الإنسان وطبيعة الغازات، كتأثير هولدين وكان يقوم أيضًا بزيارة مناطق الكوارث وتحديد أسبابها.
عندما استخدمت ألمانيا الغازات السامة في الحرب العالمية الأولى توجه لجبهة القتال بناءً على طلب وزير الخارجية البريطاني هربرت كتشنر محاولاً للكشف عن الغازات المستخدمة والذي قاده لابتكار أول قناع غاز.

## روابط خارجية
- جون سكوت هولدين على موقع الموسوعة البريطانية (الإنجليزية)
- جون سكوت هولدين على موقع إن إن دي بي (الإنجليزية)